# Misaki Emura
Misaki Emura (jap. 三宅諒 Emura Misaki; ur. 20 listopada 1998 w Ōicie) – japońska szablistka, trzykrotna medalistka mistrzostw świata.
W 2014 roku zdobyła brąz w indywidualnej rywalizacji kadetek na mistrzostwach świata juniorów w Płowdiwie. Wynik ten powtórzyła na rozgrywanych rok później mistrzostwach świata juniorów w Taszkencie.
Podczas mistrzostw świata w Kairze w 2022 roku zdobyła złoty medal w turnieju indywidualnym. W finale pokonała reprezentującą Azerbejdżan Annę Basztę. Na tej samej imprezie Japonki w składzie: Misaki Emura, Shihomi Fukushima, Kanae Kobayashi i Seri Ozaki zdobyły brązowy medal w zawodach drużynowych. Na mistrzostwach świata w Mediolanie rok później ponownie zdobyła złoto indywidualnie, tym razem pokonując w finale Greczynkę Despinę Jeorjadu.
Ponadto zdobyła srebro drużynowo na igrzyskach azjatyckich w Hangzhou (2022).
Wystartowała na igrzyskach olimpijskich w Tokio, gdzie drużynowo była piąta, a indywidualnie zajęła trzynaste miejsce.